# ブロノポール
ブロノポール（Bronopol）は殺菌剤・防腐剤として用いられる化合物。IUPAC名は2-ブロモ-2-ニトロプロパン-1,3-ジオール。
常温ではほぼ無色の結晶。イギリスの薬品会社ブーツ社により1960年代に開発された。毒性が低く、低濃度でも各種細菌に高い抗菌効果を示すことから、医薬品や化粧品の防腐剤として広く使われるようになり、さらに工業用品の防腐や工業用水・冷却水の殺菌などの用途も広がった。
比較的安定だが、分解するとホルムアルデヒドや亜硝酸イオンを放出し、亜硝酸イオンはアミンと反応すればニトロソアミン（発癌性を有するとされる）が発生することがありうる。これらのことから1980年代には各国で日用品への規制が厳しくなったが、現在でも工業用途のほか、魚卵の感染症防止用（動物用医薬品）などに広く使われている。

## 注
1. ↑  食品安全委員会第18回動物用医薬品専門調査会